# Federazione pallavolistica dell'India
La Federazione indiana di pallavolo (eng. Volleyball Federation of India, VFU) è un'organizzazione fondata nel 1951 per governare la pratica della pallavolo in India.
Organizza il campionato maschile e femminile, e pone sotto la propria egida la nazionale maschile e femminile.
Ha aderito alla FIVB nel 1951.